# Sphaerosyllis rotundipapillata
Sphaerosyllis rotundipapillata är en ringmaskart som beskrevs av Hartmann-Schröder 1982. Sphaerosyllis rotundipapillata ingår i släktet Sphaerosyllis och familjen Syllidae. Inga underarter finns listade i Catalogue of Life.